# Yadrián Escobar
Yadrián Escobar Silva (ur. 12 lipca 1988) – kubański siatkarz, grający na pozycji atakującego. 

## Sukcesy klubowe
Puchar Kataru:
- 2015[3]

Liga argentyńska:
- 2019

Liga brazylijska:
- 2021

Superpuchar Hiszpanii:
- 2021

Liga hiszpańska:
- 2023[4]
- 2022[5]

## Nagrody indywidualne
- 2015: Najlepszy punktujący brazylijskiej Superligi w sezonie 2014/2015
- 2016: Najlepszy punktujący brazylijskiej Superligi w sezonie 2015/2016